# 藤の台 (町田市)
藤の台（ふじのだい）は、東京都町田市の町名。現行行政地名は藤の台一丁目から三丁目（住居表示区域）。郵便番号は一丁目・二丁目が194-0039、三丁目が195-0039。

## 地理
町田市の中部に位置する。北は金井、東は金井、金井ヶ丘、南は本町田、西は本町田、金井町と接している。

## 歴史
金井町・藤の台団地の地番区域において住居表示実施により、本町田の藤の台団地一街区および二街区と金井町の藤の台団地三街区がそれぞれ分立し、丁目の区分けは団地の街区を基準に行われた。

### 地名の由来
住居表示の実施に際し、町田市住所整理基本方針では8丁目までを限度としており、金井の町名は既に「金井八丁目」まであることから、新町名を公募することになった。1ヶ月間の公募の結果、36件26案の応募が集まり、得票数の多い6案（藤の台、金井西、新町田、虹が丘、藤の台団地、本町田）の中から藤の台に決定した。

### 沿革
- 2020年（令和2年）7月25日 - 金井町、大蔵町、玉川学園、本町田の一部で住居表示を実施、金井ヶ丘一〜五丁目および藤の台一〜三丁目を新設[注 1]。

## 世帯数と人口

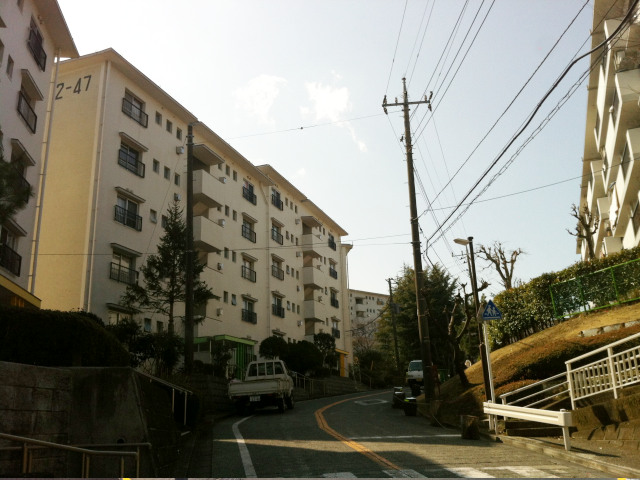
藤の台団地

2020年（令和2年）8月1日現在の世帯数と人口は以下の通りである。なお、居住者は全て藤の台団地の住民で、町内に団地以外の住宅は存在しない。
| 丁目         | 世帯数    | 人口    |
| ------------ | --------- | ------- |
| 藤の台一丁目 | 1,019世帯 | 1,689人 |
| 藤の台二丁目 | 1,188世帯 | 2,089人 |
| 藤の台三丁目 | 620世帯   | 1,022人 |
| 計           | 2,827世帯 | 4,800人 |

## 小・中学校の学区
市立小・中学校に通う場合、学区は以下の通りとなる。
| 丁目         | 番・番地等              | 小学校                     | 中学校             | 選択可能校                 |
| ------------ | ----------------------- | -------------------------- | ------------------ | -------------------------- |
| 藤の台一丁目 | 全域                    | 町田市立本町田ひなた小学校 | 町田市立薬師中学校 |                            |
| 藤の台二丁目 | 1番、2番14～52号        | 町田市立金井小学校         | 町田市立金井中学校 | 町田市立本町田ひなた小学校 |
| 藤の台二丁目 | 2番1～13号・2番53～54号 | 町田市立藤の台小学校       | 町田市立金井中学校 | 町田市立本町田ひなた小学校 |
| 藤の台三丁目 | 全域                    | 町田市立藤の台小学校       | 町田市立薬師中学校 |                            |

## 交通

### 路線バス
- 「藤の台団地」バス停留所などから神奈川中央交通の路線バスで町田バスセンター行き（一部便は町田ターミナル行き）、古淵駅、鶴川駅行きなどがある。

### 道路
- 東京都道3号世田谷町田線（鶴川街道）
- 団地いちょう通り

## 施設
教育
- 小学校
  - 町田市立藤の台小学校

郵便局
- 町田藤の台郵便局

商業
- ビッグ・エー町田藤の台団地店

なお、当地担当の町田警察署藤の台団地交番は、藤の台ではなく金井ヶ丘にある。